# Greci pontici

Coloniile grecești de la Marea Neagră, secolele VIII-III î.Hr.

Grecii pontici (în greacă Πόντιοι, Ελληνοπόντιοι, Póntioi, Ellinopóntioi; în turcă Pontus Rumları, Karadeniz Rumlari, în georgiană პონტოელი ბერძნები) sunt un grup etnic grec care a trăit în mod tradițional în regiunea Pontus, pe malul Mării Negre și în Munții Pontici din nord-estul Anatoliei. Mult mai târziu ei au migrat în diferite valuri în alte părți din estul Anatoliei, în fosta provincie rusă din regiunea Kars a Transcaucaziei, și în Georgia în perioada cuprinsă între cucerirea otomană a Imperiului din Trapezunt din 1461 și cel de-al doilea Război Ruso-Turc din 1828-1829. Cei din sudul Rusiei, Ucraina și Crimeea sunt adesea menționați ca "grecii pontici nordici", în contrast cu cei de la sudul Mării Negre, care sunt greci pontici sudici, strict vorbind, este Pontus corespunzătoare. Cei din Georgia, nord-estul Anatoliei și fostul Caucaz Rus sunt numiți deseori în cercurile academice grecești contemporane ca "greci pontici estici" sau ca greci caucazieni, dar acești termeni îi includ, de asemenea, pe urumii vorbitori ai limbilor greacă și turcă.
Grecii pontici au strămoși de origine greacă și vorbesc dialectul grec pontic, o formă distinctă a limbii grecești standard care, datorită depărtării de Pontus, a suferit o evoluție lingvistică distinctă de cea care a avut loc în Grecia. Grecii pontici au avut o prezență continuă în regiunea Pontus (astăzi în nord-estul Turciei), Georgia și Anatolia de Est începând cel devreme din anul 700 î.Hr. până în 1922.

## Populație
În zilele noastre, din cauza căsătoriilor mixte (inclusiv cu greci nepontici), numărul exact al grecilor din Pontus sau al populației de origine greacă care mai trăiește acolo este necunoscut. După 1988, grecii pontici din Uniunea Sovietică au început să migreze spre Grecia, stabilindu-se în și în apropiere de Atena și Salonic, și mai ales în Macedonia Greacă. Cele mai mari comunități de greci pontici (sau populație de origine greacă pontică) din întreaga lume sunt:
| Țară / regiune | Număr exact     | Estimare                                | Concentrare                                                  |
| -------------- | --------------- | --------------------------------------- | ------------------------------------------------------------ |
| Grecia         | 240.695 (1928). | 400.000                                 | Atena, Macedonia, Tracia                                     |
| Turcia         | 4.540 (1965)    | ~30.000 (greci musulmani)               | Trabzon, Rize, Sakarya, Puțini: Giresun, Gümüșhane, İstanbul |
| SUA            |                 | 200.000                                 |                                                              |
| Germania       |                 | 100.000                                 |                                                              |
| Rusia          | 97.827 (2002)   |                                         | 34.078 în ținutul Stavropol 26.540 în ținutul Krasnodar      |
| Ucraina        | 91.548 (2001)   |                                         | 77.516 în regiunea Donețk                                    |
| Australia      |                 | 56.000                                  |                                                              |
| Canada         |                 | 20.000                                  |                                                              |
| Cipru          |                 | 20.000                                  |                                                              |
| Republica Cehă |                 | mai puțini de 3.500; 12.000 (1949–1974) |                                                              |
| Georgia        | 15.166 (2002)   |                                         | 7.415 în Kvemo Kartli 3.792 în Tbilisi 2.168 în Adjaria      |
| Kazahstan      | 12.703 (2010)   |                                         | 2.160 în Karagandî 1.767 în Almatî 1.637 în Jambîl           |
| Uzbekistan     | 10.453 (1989)   |                                         |                                                              |
| Armenia        | 900 (2011)      | 2.000                                   |                                                              |